# HD 1083
HD 1083 — белая звезда главной последовательности, находящаяся в созвездии Андромеда на расстоянии приблизительно 441,73 св. лет от Земли. Является двойной или кратной звездой. По состоянию на 2007 год, радиус звезды оценивается в 2,48 солнечного радиуса. Радиальная скорость составляет −4 ± 4,3 км/с. Планет у HD 1083 обнаружено не было. Звезда видима невооружённым глазом на ночном небе.